# Elitloppet 1987
Elitloppet 1987 var den 36:e upplagan av Elitloppet, som gick av stapeln söndagen den 24 maj 1987 på Solvalla i Stockholm. Finalen vanns av den svensktränade hästen Utah Bulwark, körd och tränad av Stig H. Johansson. Detta var Stig H. Johanssons andra seger i Elitloppet.
I 1987 års Elitlopp var fjolårsvinnaren Rex Rodney tillbaka för att försvara segern. Mellan denne och Utah Bulwark stod det 3-0 till Rex Rodney i inbördes möten. Rex Rodney var storfavorit till att vinna även årets lopp, då denne vunnit Oslo Grand Prix samma år. I finalheatet galopperade dock Rex Rodney efter 50 meter, och diskvalificerades.

## Upplägg och genomförande
Elitloppet är ett inbjudningslopp och varje år bjuds 16 hästar som utmärkt sig in till Elitloppet. Hästarna lottas in i två kvalheat, och de fyra bästa i varje försök går vidare till finalen som sker 2–3 timmar senare samma dag. Desto bättre placering i kvalheatet, desto tidigare får hästens tränare välja startspår inför finalen. Samtliga tre lopp travas sedan 1965 över sprinterdistansen 1 609 meter (engelska milen) med autostart (bilstart). I Elitloppet 1987 var förstapris i finalen 500 000 kronor, och 100 000 kronor i respektive kvalheat.

## Kvalheat 1
| P | S | Häst              | Kusk              | Tränare           | Land    | Odds  | Tid      |
| - | - | ----------------- | ----------------- | ----------------- | ------- | ----- | -------- |
| 1 | 5 | Grades Singing    | Olle Goop         | Olle Goop         | Sverige | 3,04  | 1.12,5   |
| 2 | 2 | Utah Bulwark      | Stig H. Johansson | Stig H. Johansson | Sverige | 6,60  | 1.12,6   |
| 3 | 6 | Callit            | Karl O. Johansson | Karl O. Johansson | Sverige | 1,90  | 1.12,6   |
| 4 | 7 | Lord Roy F.       | Ulf Thoresen      | Öisten Eriksen    | Norge   | 64,00 | 1.13,3   |
| 0 | 4 | Everglade Hanover | Håkan Wallner     | Håkan Wallner     | Italien | 61,10 | 1.13,3   |
| 0 | 1 | Super Play        | Tommy Magnusson   | Tommy Magnusson   | Sverige | 8,70  | 1.13,3   |
| 0 | 3 | Dennison Hanover  | Tuomo Mäkelä      | Tuomo Mäkelä      | Finland | 73,70 | 1.13,9   |
| 0 | 8 | Junior Lobell     | Sören Norberg     | Sören Norberg     | Sverige | 10,90 | 1.14,8ag |

## Kvalheat 2
| P | S | Häst            | Kusk              | Tränare           | Land      | Odds   | Tid    |
| - | - | --------------- | ----------------- | ----------------- | --------- | ------ | ------ |
| 1 | 4 | Rex Rodney      | Kjell Håkonsen    | Kjell Håkonsen    | Norge     | 1,31   | 1.12,6 |
| 2 | 2 | Prince Royal    | Philippe Verva    | Philippe Verva    | Frankrike | 18,90  | 1.12,6 |
| 3 | 5 | Pay Nibs        | Bengt Holm        | Arne Rydén        | Sverige   | 112,60 | 1.12,7 |
| 4 | 6 | Lucky Number    | Pertti Puikkonen  | Ari Kivimäkä      | Finland   | 77,80  | 1.12,8 |
| 0 | 7 | Big Spender     | Berth Johansson   | Berth Johansson   | Sverige   | 5,70   | 1.13,0 |
| 0 | 1 | Clash Hammering | Stig H. Johansson | Stig H. Johansson | Sverige   | 6,80   | 1.13,1 |
| d | 3 | Davidia Hanover | Jorma Kontio      | Per K. Eriksson   | USA       | 14,70  | d7g    |
| d | 8 | Indus           | Lars Lindberg     | Lars Lindberg     | Sverige   | 36,80  | dug    |

## Finalheat
| P | S | Häst           | Kusk              | Tränare           | Land      | Odds   | Tid      |
| - | - | -------------- | ----------------- | ----------------- | --------- | ------ | -------- |
| 1 | 3 | Utah Bulwark   | Stig H. Johansson | Stig H. Johansson | Sverige   | 6,31   | 1.12,1   |
| 2 | 5 | Pay Nibs       | Bengt Holm        | Arne Rydén        | Sverige   | 36,00  | 1.12,3ag |
| 3 | 6 | Callit         | Karl O. Johansson | Karl O. Johansson | Sverige   | 13,00  | 1.12,6   |
| 4 | 7 | Lucky Number   | Pertti Puikkonen  | Ari Kivimäki      | Finland   | 172,10 | 1.12,6   |
| 5 | 1 | Grades Singing | Olle Goop         | Olle Goop         | Sverige   | 2,00   | 1.12,6   |
| 0 | 8 | Lord Roy F.    | Ulf Thoresen      | Öisten Eriksen    | Norge     | 305,70 | 1.13,5ag |
| 0 | 4 | Prince Royal   | Philippe Verva    | Philippe Verva    | Frankrike | 18,90  | 1.14,8ag |
| d | 2 | Rex Rodney     | Kjell Håkonsen    | Kjell Håkonsen    | Norge     | 2,70   | dug      |